# Alyssum kurdicum
Alyssum kurdicum là một loài thực vật có hoa trong họ Cải. Loài này được (Boiss.) Nyár. mô tả khoa học đầu tiên năm 1949.